# これも大事
『これも大事』（これもだいじ）は、大事MANブラザーズバンド2枚目のオリジナル・アルバム。1991年9月1日にファンハウスより発売された。

## 概要
デビュー1年目でありながら早くも2枚目となったアルバムは、3枚目のシングル「それが大事」発売から僅か1週間後に発売された。

## 収録曲
全作詞・作曲：立川俊之
編曲：大事MANブラザーズバンド（1.2.4.7.8）／大事MANブラザーズバンド&渡辺禎史（3.5.6.9.10）
1. Birthday Time
2. 青春の弱点
3. クレアによせて
4. この恋は終わらない
5. 愛しい人と逢える時
6. それが大事
  - 3枚目のシングル。
7. これが最後のLove
8. Autumn Avenueを君と
  - シングル「それが大事」のカップリング曲。
9. 本来・婚礼・一生問題
10. For My Parents